# Carl Ferdinand Johannes Hahn
Carl Ferdinand Johannes Hahn (* 29. Januar 1801 in Braunsberg; † 23. Januar 1876 in Guttstadt) war ein deutscher Jurist und Richter im Königreich Preußen. Hahn war von 1848 bis 1849 Mitglied der Frankfurter Nationalversammlung und von 1850 bis 1852 Mitglied der Zweiten Kammer des Preußischen Landtags.

## Leben

### Familie
Hahn wurde als Sohn des preußischen Justizassessors Ignaz Hahn im Ermland in Ostpreußen geboren. Seine Mutter Anna Katharina Hahn war eine gebürtige Poschmann. Er wurde am 7. Januar 1802 auf die Namen Carl Ferdinand Johannes getauft. Sein jüngerer Bruder Otto Hahn schlug ebenfalls die juristische Laufbahn ein. Otto wurde Land- und Stadtrichter am Land- und Stadtgericht Bischofstein und als Abgeordneter in die Versammlung zur Vereinbarung der preußischen Stadtverfassung nach Berlin gewählt.

### Beruflicher Werdegang
Carl Ferdinand Johannes besuchte das Gymnasium in seiner Geburtsstadt, das er im Sommer 1819 mit bestandenem Abitur verließ. Er wurde an der Albertina in Königsberg immatrikuliert und begann ein Studium der Rechtswissenschaften. 1832 wurde er Land- und Stadtrichter am Land- und Stadtgericht Guttstadt. Zusammen mit seinem Bruder Otto war er außerdem Justitiar bei der dritten Instanz des Geistlichen Gerichts in Frauenburg, dem Prosynodalgericht des Bistums Ermland.
1848 wurde Hahn im Wahlbezirk 12 – er umfasste die ermländischen Landkreise Allenstein und Rößel – zum Abgeordneten in die Frankfurter Nationalversammlung gewählt. Im Wahlprotokoll wurde vermerkt, dass er die Stimmen von 76 Wahlmännern erhalten hatte, zur absoluten Stimmenmehrheit aber nur 60 Stimmen erforderlich gewesen wären. Hahn war erstmals am 31. Mai 1848 als Abgeordneter in der Frankfurter Paulskirche anwesend. Er fiel weder als Redner noch als Mitglied eines Ausschusses auf, gehörte aber zu den wenigen Abgeordneten, die niemals unentschuldigt bei einer Sitzung gefehlt oder aus familiären oder anderen Gründen Urlaub beantragt hatten. Am 30. April 1849 wurde in einer Sitzung der Nationalversammlung bekanntgegeben, dass der Abgeordnete Hahn sein Mandat für den 10. Mai niedergelegt habe. Auch sein gewählter Stellvertreter, der Kaplan Stobbe aus dem Ermland, trat sein Amt als Parlamentarier nicht mehr an. Am 14. Mai 1849 wurde im Königreich Preußen allen Abgeordneten per königlicher Verordnung bekanntgegeben, dass man die Mandate für erloschen erachtete. 
1850 wurde Hahn zum Kreisgerichtsrat an der Gerichtskommission Guttstadt des Kreisgerichts Heilsberg ernannt. Am 21. November 1850, als die zweite Legislaturperiode der zweiten Kammer des preußischen Landtages eröffnet wurde, war er als Abgeordneter im Wahlkreis Braunsberg-Heilsberg (Wahlkreis Königsberg 5) der Landkreise Allenstein, Braunsberg und Heilsberg vertreten. Ein Mandat, das er bis 1852 ausübte. Sieben Jahre später, am 18. Januar 1859, erhielt er für seine Verdienste den Roten-Adler-Orden 4. Klasse und 1865 den Titel eines Gerichtsdirektors. 
Hahn starb am 23. Januar 1876 im Alter von 74 Jahren in Guttstadt.

### Ehe und Nachkommen
Hahn heiratete am 17. Januar 1832 in Guttstadt Johanna Caroline Emilie (* 1. März 1814 in Guttstadt; † Juli 1866), die Tochter des Guttstadter Bürgermeisters Anton Kroschewski. Das Paar hatte fünf Kinder, drei Töchter und zwei Söhne. Der jüngste Sohn Gustav Adolf Louis Hahn (* 27. Oktober 1842) wurde preußischer General der Artillerie.